# Sanauli
Sanauli ou Sinauli est un village de l'Inde et un site archéologique situé dans l'ouest de l'État de l'Uttar Pradesh, en Inde, au confluent du Gange et de la Yamuna. Ce site est particulièrement remarqué pour ses chariots à roues à disque solide de l'âge du bronze, découverts en 2018, qui sont interprétés par certains comme des « chars » tirés par des chevaux,.
Les fouilles à Sanauli sont dirigées par l'Archaeological Survey of India (ASI) de 2005 à 2006 et au milieu de l'année 2018. Les vestiges qui sont découverts au cours de la saison 2005-2006, appelés la « nécropole de Sanauli », appartiennent à l'âge du bronze tardif, et sont attribués par le directeur des fouilles Sharma à la civilisation de la vallée de l'Indus ou civilisation Harappéenne, bien qu'une identification de la phase Harappéenne tardive ou post-Harappéenne soit plus probable.
Les principales découvertes de la campagne de fouilles de 2018 sont datées d'environ 2000 à 1800 avant J.-C. Elles sont rattachées à la culture de la poterie de couleur ocre ou à la culture du trésor de cuivre, contemporaine de la culture Harappa tardive,. Plusieurs sépultures y sont découvertes dans des cercueils en bois, accompagnées d'épées en cuivre, de casques et surtout de charrettes ou chariots en bois,, équipées de roues solides protégées par des bandes de roulement en cuivre,. Ces charrettes sont alors présentées par Sanjay Manjul, le directeur des fouilles, comme des chars,,, et il affirme que les rituels funéraires observés à Sanauli présentent de fortes similtudes avec les rituels védiques.
Plusieurs spécialistes estiment que les roues pleines sont des roues de chariots et pas de chars,,. Selon Asko Parpola, ce sont des charrettes tirées par des bœufs, ce qui montre que ces sépultures sont liées à une migration indo-aryenne précoce de personnes parlant le proto-indo-iranien dans le sous-continent indien, « formant alors l'élite dirigeante d'une importante installation harappéenne tardive ».

## Fouilles
Le site de Sanauli est découvert par hasard par des personnes qui nivelaient des terres agricoles. Les agriculteurs découvrent alors des squelettes humains et des poteries anciennes. L'Archaeological Survey of India (ASI) est alerté et commence les fouilles sur le site en septembre 2005.

### Première campagne de fouilles 2005-2006
La campagne de fouilles de 2005-2006 est dirigée par D.V. Sharma, de l'ASI, et permet de découvrir plus d'une centaine de sépultures, sans cercueils, datées en première analyse d'environ 2200-1800 av. J.-C.,. D.V. Sharma associe alors cette découverte à la civilisation Harappéenne (civilisation de la vallée de l'Indus), ce qui est ensuite contesté, car l'identification avec la culture Harappéenne tardive ou post-Harappéenne est plus probable,,,. La datation au carbone 14 confirme ensuite que les sépultures remontent à environ 1865-1550 avant J.-C., sur la base de deux datations au carbone 14 (3815 et 3500 BP), avec une marge d'erreur de 130 ans[réf. souhaitée].
Les sépultures sont toutes orientées selon un axe nord-ouest - sud-est et sont pour la plupart identifiées comme des sépultures primaires. Certaines d'entre elles sont identifiées comme des sépultures secondaires, multiples et symboliques. L'âge des personnes inhumées commence à un ou deux ans et comprend tous les tranches d'âge, aussi bien des hommes que des femmes. 
Le mobilier funéraire se compose généralement d'un nombre impair de vases ou bols (3, 5, 7, 9, 11, etc.) placés près de la tête du défunt, avec un plat sur pied généralement placé sous la zone des hanches, ainsi que des récipients en forme de flacon, des figurines de terre cuite, des bracelets en or et en cuivre, des perles de pierres semi-précieuses avec deux colliers en forme de long tonneau, de la stéatite, de la faïence et du verre,.
Deux épées à antennes sont découvertes à Sanauli, dont l'une est trouvée in situ dans une tombe avec une fourreau en cuivre, présentent des similitudes avec le type de trésor de cuivre dans un contexte harappéen tardif. Un plat sur pied et un récipient plat en cuivre en forme de violon, contenant près de 35 pièces de cuivre en forme de pointes de flèche alignées en rang, figurent parmi d'autres objets funéraires importants de Sanauli. Les recherches montrent qu'un plat sur pied est généralement placé sous la zone des hanches, mais dans certains cas, il est placé près de la tête ou des pieds. Le support tient même une fois la tête d'une chèvre.
Les vestiges d'un mur de briques brûlées avec le côté intérieur fini longent la partie est de la sépulture.

### Fouilles de 2018
Une nouvelle campagne explorative de fouilles menées à Sanauli de mars à mai 2018, à environ 100 m des fouilles de 2005-2006, révèlent les restes de plusieurs sépultures avec cercueils et de trois charrettes grandeur nature. Avant d'obtenir des datations au carbone 14, Sanjay Manjul, le directeur des fouilles de l'ASI, suppose que les sépultures appartiennent à la période d'environ 2000 à 1800 avant J.-C., ancienne mais différente de la culture Harappéenne tardive et appartenant plutôt à la culture de la poterie de couleur ocre ou à la culture du trésor de cuivre,. 
La datation au carbone 14 confirme ensuite que la matière organique du site d'enfouissement date de 3 500 ± 127 ans BP, et les sédiments du sol les plus anciens ont 4 798 ± 34 ans, probablement en raison du mélange de carbone plus ancien provenant des niveaux inférieurs des strates culturelles, car il s'agit du site d'enfouissement et il est plus probable de délénager des sédiments en raison des activités d'enfouissement. Parmi les autres découvertes figurent des casques en cuivre, des épées à antenne en cuivre, des épées en cuivre, une louche en cuivre, de la poterie grise, de grands pots en terre cuite, des vases rouges à bords évasés, des clous et des perles en cuivre,. Des cercueils en bois ont déjà été découverts à Harappa au Pendjab, puis à Dholavira au Gujarat. Des jeunes locaux, après avoir reçu une formation de base, sont également embauchés pour les activités de fouilles par l'ASI.

#### Découvertes de rites funéraires
Sept sépultures humaines - dont trois avec cercueils - sont fouillées à Sanauli en 2018 par l'ASI. Dans chacune des sépultures découvertes, la tête se trouve du côté nord, avec de la poterie au-delà de la tête et du côté sud après les pieds. Les objets en cuivre sont conservés sous les sarcophages.
Cercueil I : Le premier cercueil correspond à un enterrement primaire, il mesure de 2,4 m de long pour 40 cm de hauteur. À côté de ce cercueil sont retrouvés deux chariots grandeur nature. Aucun reste d'animal de trait - cheval ou taureau - n'est retrouvé. Les parties en bois du cercueil sont décomposées. Le cercueil en bois repose sur quatre pieds en bois. L'ensemble du cercueil, y compris les pieds, est recouvert de feuilles de cuivre de 3 mm d'épaisseur de tous les côtés. Les côtés de ce cercueil présentent des motifs floraux ordinaires. La feuille de cuivre sur les pieds présente pour sa part des sculptures complexes. Le couvercle du cercueil présente huit motifs sculptés en haut-relief. Il représente soit une personne avec une coiffe composée de deux cornes de taureau et d'une feuille de pipal au centre, soit une tête de taureau.
Le corps d'un homme adulte est retrouvé à l'intérieur du cercueil, orienté dans la direction nord-ouest - sud-est, avec la tête tournée vers le nord-ouest.
Description des chariots : les chariots retrouvés ont deux roues pleines, sans rayons.  Les roues tournent sur un essieu fixe relié par un arbre au joug. Les châssis des deux chariots sont en bois et recouverts d'épaisses feuilles de cuivre. Les roues sont décorées de triangles en cuivre, fixés sur la roue avec des clous en cuivre également. Ces triangles ornementaux sont répartis en trois cercles concentriques à partir du moyeu de la roue. Le siège semble être semi-circulaire. Le cadre du siège est constitué de tubes en cuivre. Un tuyau pour la fixation d'un parapluie ou d'une ombrelle est également visible.
Cercueil II : Le deuxième cercueil est lui aussi en bois. Un troisième chariot est retrouvé à côté. La fosse comprend également un bouclier décoré de motifs géométriques en cuivre, une torche, une épée à antenne, une pelle, des centaines de perles et divers pots. Le chariot, contrairement aux deux autres chariots, est orné de décorations (triangle de cuivre) sur le mât et sur le joug.
Cercueil III : Le cercueil III contient le squelette d'une femme, en inhumation primaire, inhumée en cercueil sans couvercle en cuivre, portant un brassard fait de perles d'agate cerclées autour du coude. Le mobilier funéraire se compose de dix vases rouges à bords évasés, quatre bols, deux bassins, une fine épée à antenne « symbolique », un arc et des flèches.

#### Interprétation des découvertes

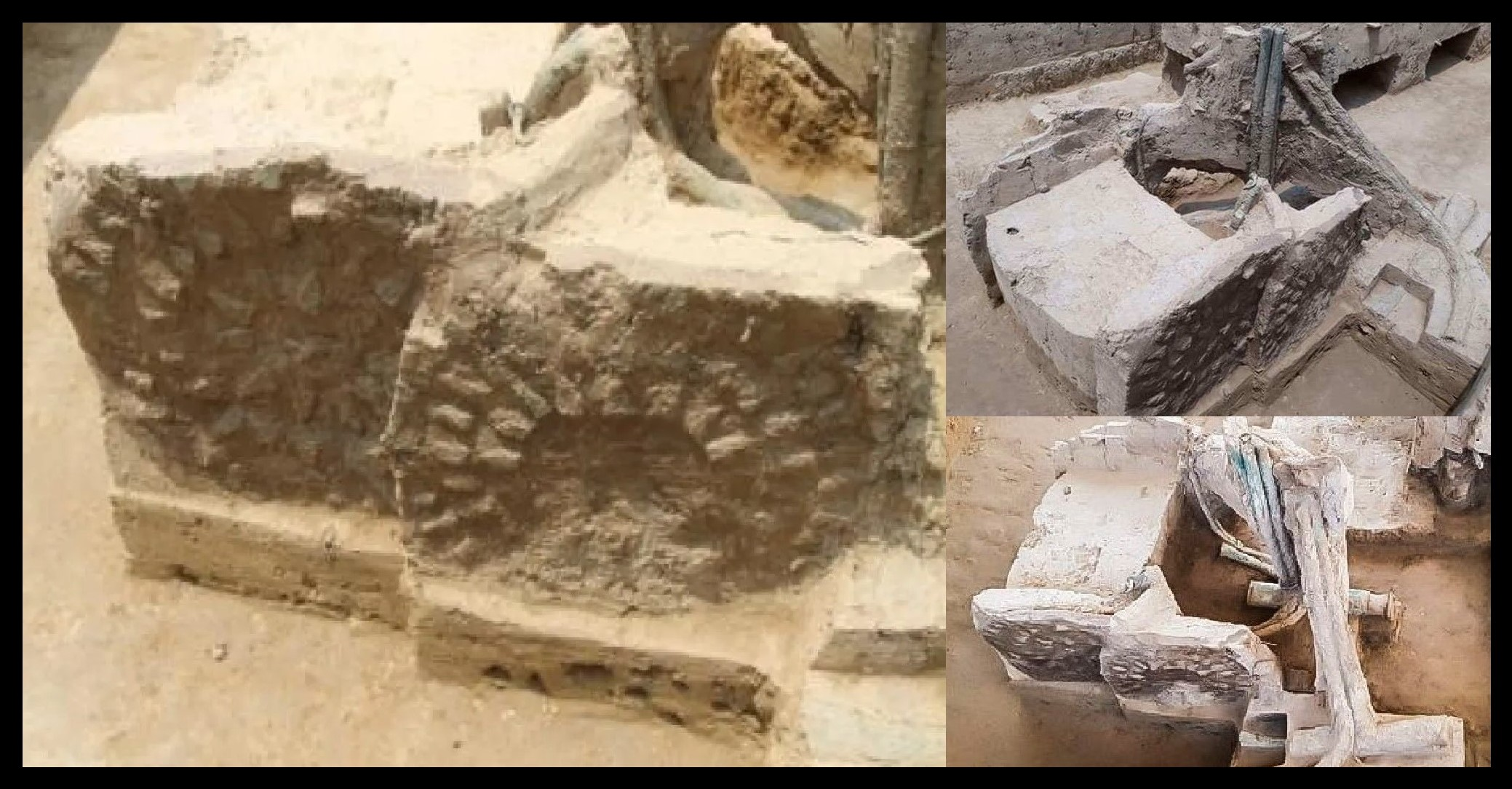
Détails du chariot à quatre roues découvert à Sanauli.

Les « chariots »,, sont présentés par Sanjay Kumar Manjul, le directeur des fouilles et de l'ASI, comme des chars servant pour la guerre, et conformes à la technologie indo-aryenne de l'époque,,. Selon l'archéologue S. K. Manjul, « Pour la première fois dans le sous-continent indien, des chars sont retrouvés lors de fouilles », provenant d'une sépulture royale de la culture de la poterie de couleur ocre (OCP) ou de la culture du trésor de cuivre,. Sanjay Kumar Manjul note également que « les rituels relatifs aux inhumations de Sanauli montrent une forte similude avec les rituels védiques » et il déclare que la datation du Mahabharata se situe autour de 1750 avant J.-C.. 
Suggérant la présence de chevaux en Inde avant l'arrivée des Indo-Aryens, certains voient cela comme un défi à la théorie de la migration indo-aryenne. Mais l'identification comme « chars » est problématique, puisque les roues sont pleines et non à rayons comme dans les chars,. Cela nécessiterait des bœufs pour tirer les lourdes charrettes, ce qui n'est pas adapté à une utilisation pour le combat, contrairement aux chars tirés par des chevaux introduits par les Indo-Aryens,,.
Selon Michael Witzel, qui rejette l'identification comme des chars, « cette découverte pourrait indiquer la survie d'une société organisée extra-Harappéenne ». Selon Asko Parpola, les charrettes devaient être tirées par des bœufs et sont des indications d'une migration aryenne précoce de peuples parlant le proto-indo-iranien de la culture de Sintashta vers le sous-continent indien, « formant alors l'élite dirigeante d'une importante colonie harappéenne tardive »,, antérieure aux migrations de peuples pré-Rig-védiques et proto-Rig-védiques. Selon Asko Parpola : « Il semble donc que les premiers immigrants de langue aryenne en Asie du Sud, les personnes de la culture du trésor de cuivre, soient arrivés avec des charrettes tirées par des bœufs (Sanauli et Daimabad) via le BMAC et parlaient le proto-indo-iranien. Ils furent cependant bientôt suivis (et probablement au moins partiellement absorbés) par les premiers Indo-Aryens [...] La nouvelle découverte spectaculaire de sépultures avec charrettes datées d'environ 1900 à Sanauli [...] appuie ma proposition d'une ou plusieurs vagues pré-Ṛigvédiques de locuteurs aryens arrivant en Asie du Sud et entrant en contact avec les Harappéens tardifs ».
Dans l'imaginaire populaire indien, la découverte des chariots est associée aux épopées hindoues, car ces chariots évoquent des similitudes avec les chars des récits épiques, et les légendes locales racontent que Sanauli serait l'un des cinq villages avec lesquels le dieu Krishna a négocié sans succès avec les princes Kaurava pour éviter la guerre de Kurukshetra.